# Libelloides rhomboideus
Libelloides rhomboideus là một loài côn trùng trong họ Ascalaphidae thuộc bộ Neuroptera. Loài này được Schneider miêu tả năm 1845.